# Mauritz Lundstedt

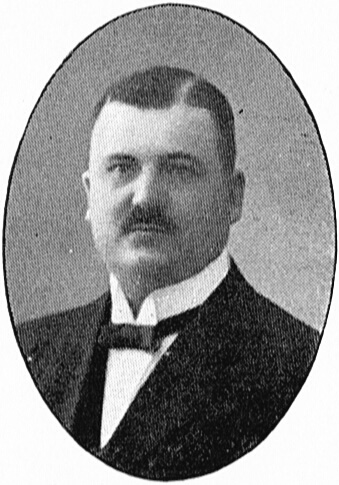
Mauritz Lundstedt

Mauritz Konstantin Lundstedt född 21 maj 1881 i Malmö, död 28 oktober 1918 i Stockholm, var en svensk arkitekt och byggmästare.
Han genomgick byggnadsyrkesskolan vid Tekniska skolan i Stockholm och studerade vid Tekniska högskolan i Darmstadt. Åren 1901-1905 hade han anställning på ritkontor samt bedrev studier i Tyskland. Från 1905 var han praktiserande arkitekt i Stockholm och från 1906 även godkänd som byggmästare.
Han dog efter en kort tids sjukdom, 37 år gammal, och begravdes på Norra begravningsplatsen. 

## Verk i urval
(i Stockholm om inget annat anges) 

Lundstedts sign. 1916

- Knoppen 20, Fridhemsgatan 29 (1902-1903)
- Knoppen 21, Fridhemsgatan 31-35 (1903-04)
- Knoppen 2, St. Göransgatan 80 (1905-1906)
- Sjölejonet 3, Döbelnsgatan 51 (1907-08)
- Sjölejonet 1, Döbelnsgatan 55 (1909-11)
- Sjölejonet 2, Döbelnsgatan 53 (1909-11)
- Båtsmannen Större 26, Kocksgatan 27 (1912-13)
- Kättingen 24, Alströmergatan 4-8 (1912-13)
- Kakelugnen 6, Torsgatan 57 (1912-13)
- Oxeln 4, Rådmansgatan 16 (1912-13)
- Oxeln 7, Kungstensgatan 3 (1912-14)
- Hugin 20, Norrtullsgatan 55 (1913-14)
- Målaren 3, Birger Jarlsgatan 83 (1916-18)
- Hugin 7, Vanadisvägen 20 (1916-17)

## Bilder

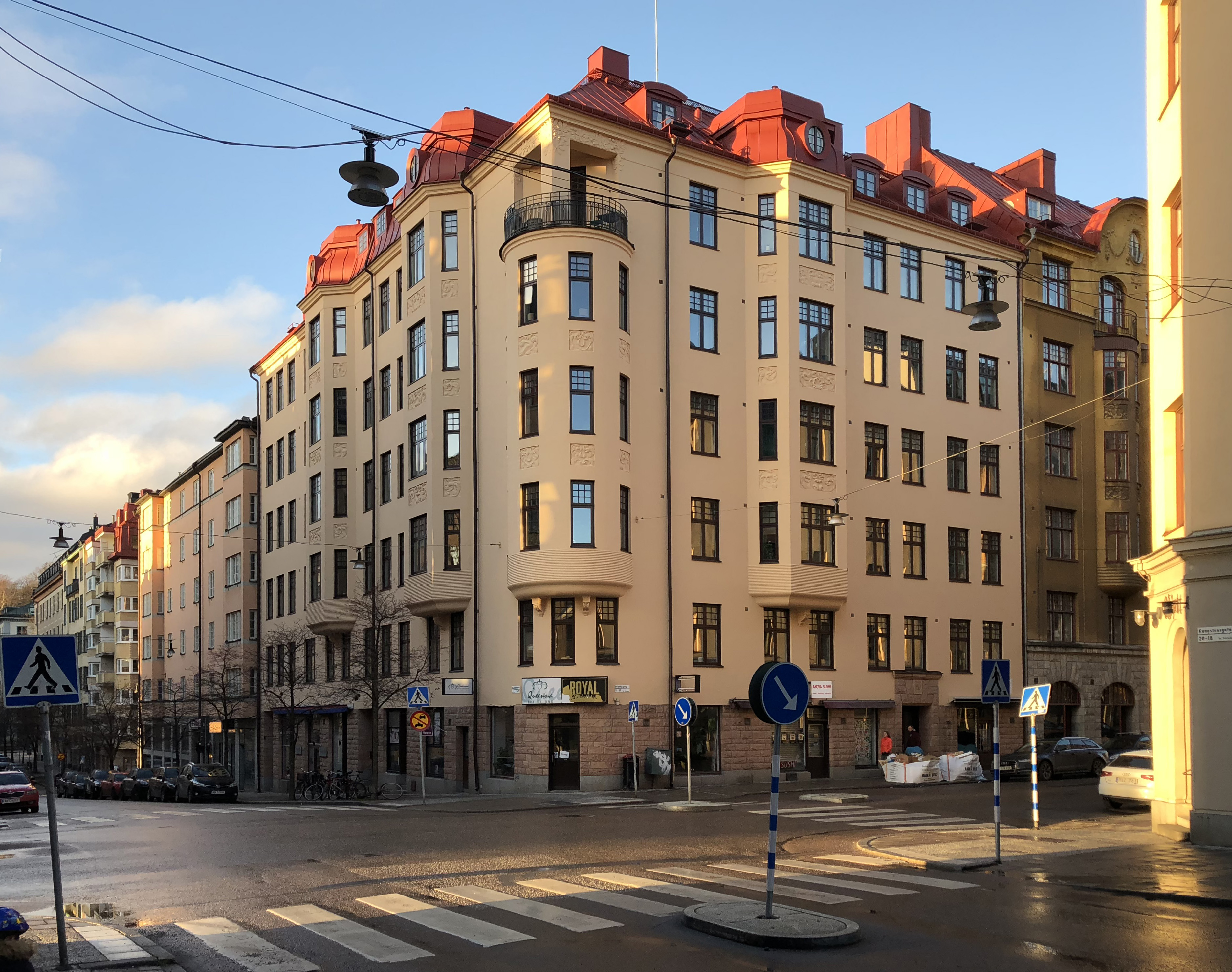
Sjölejonet 3
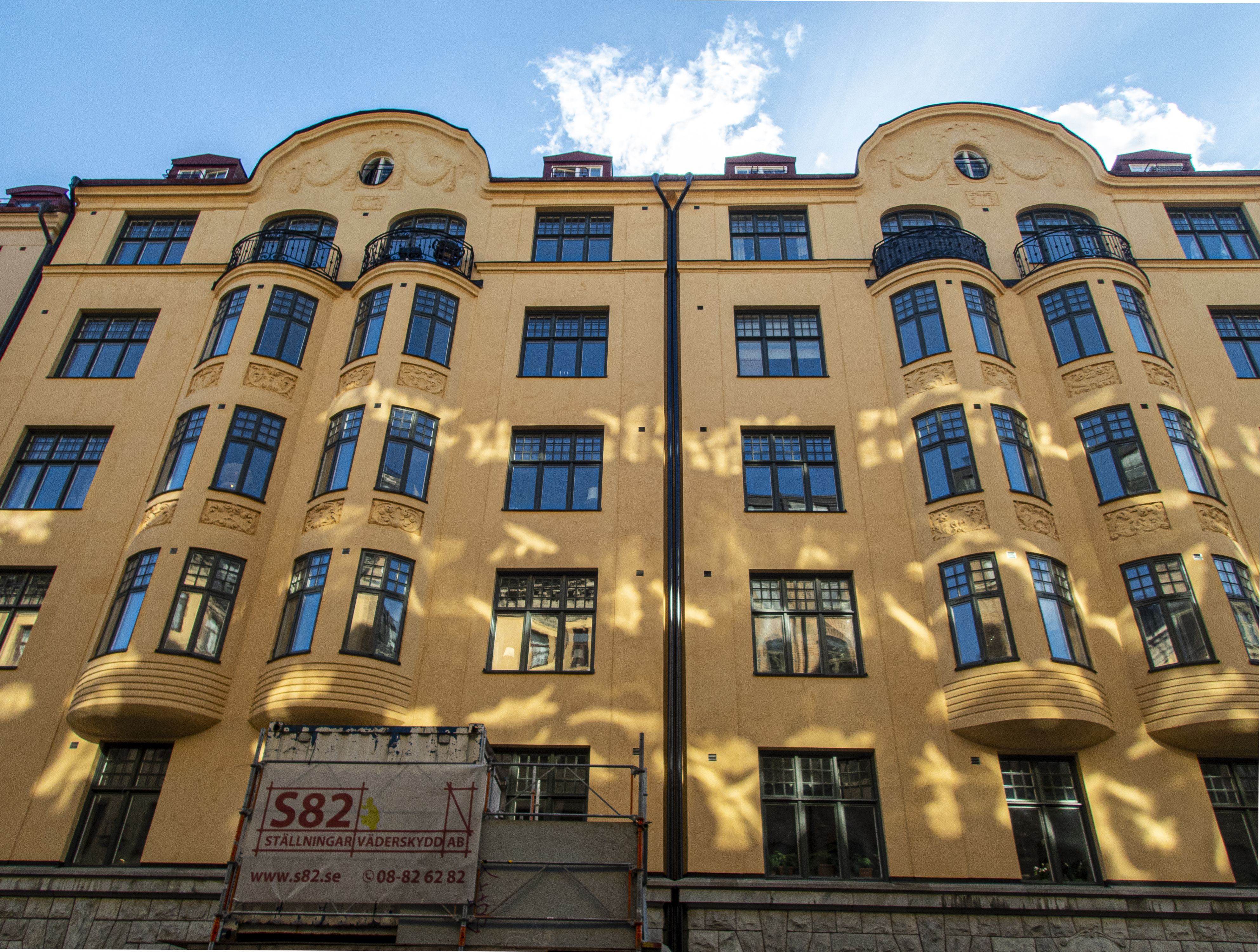
Sjölejonet 2 & 1
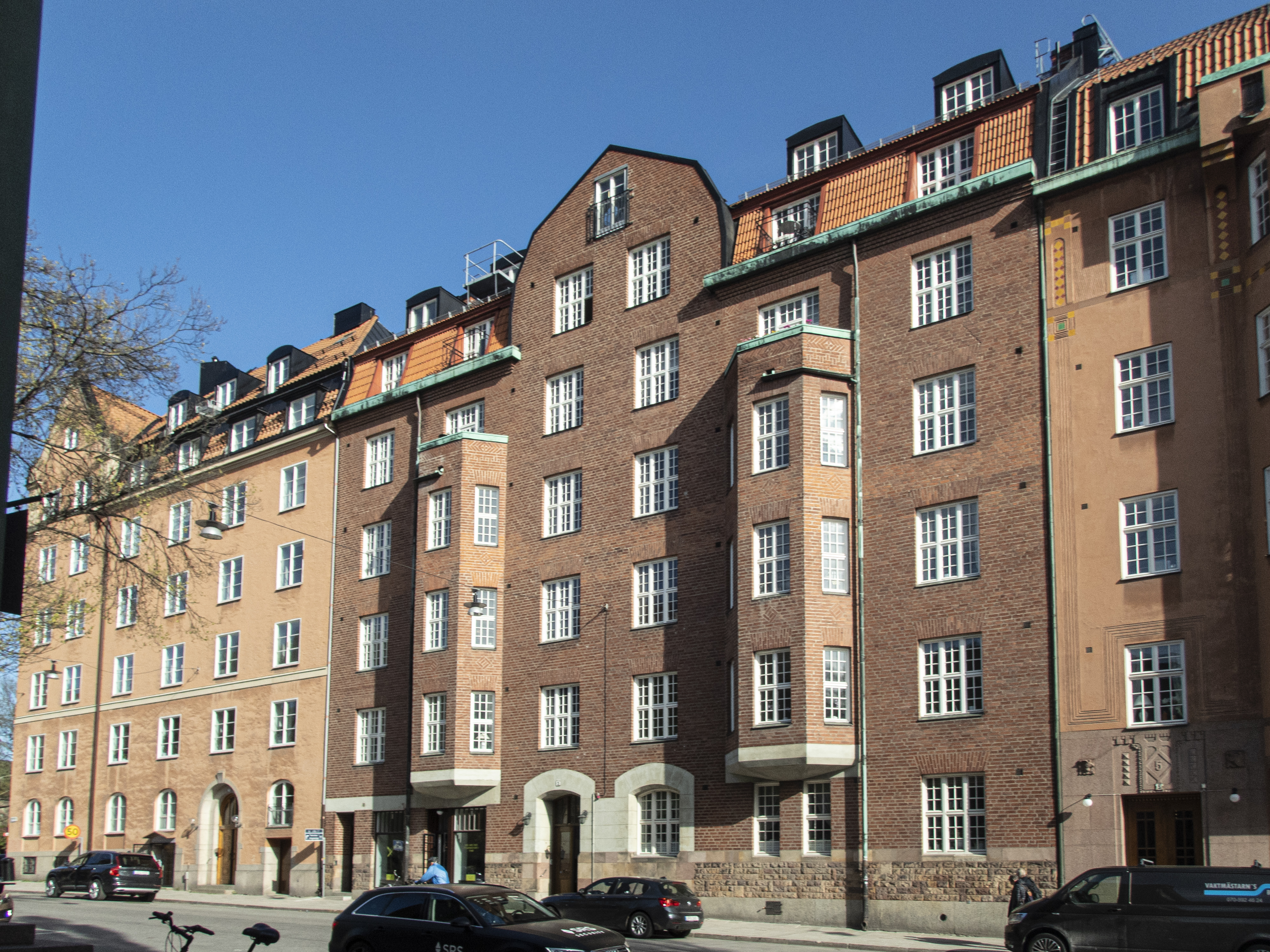
Oxeln 7
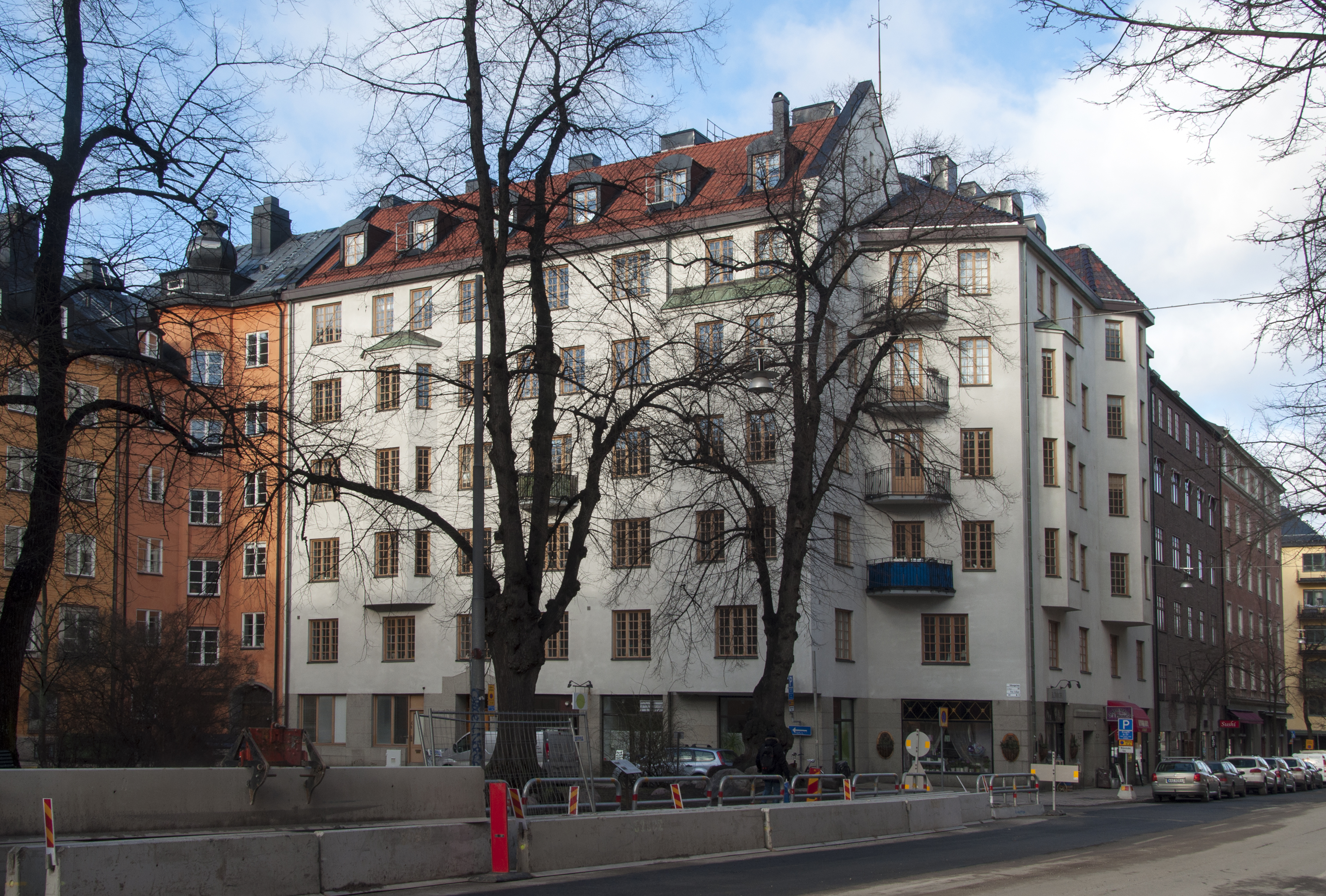
Hugin 20
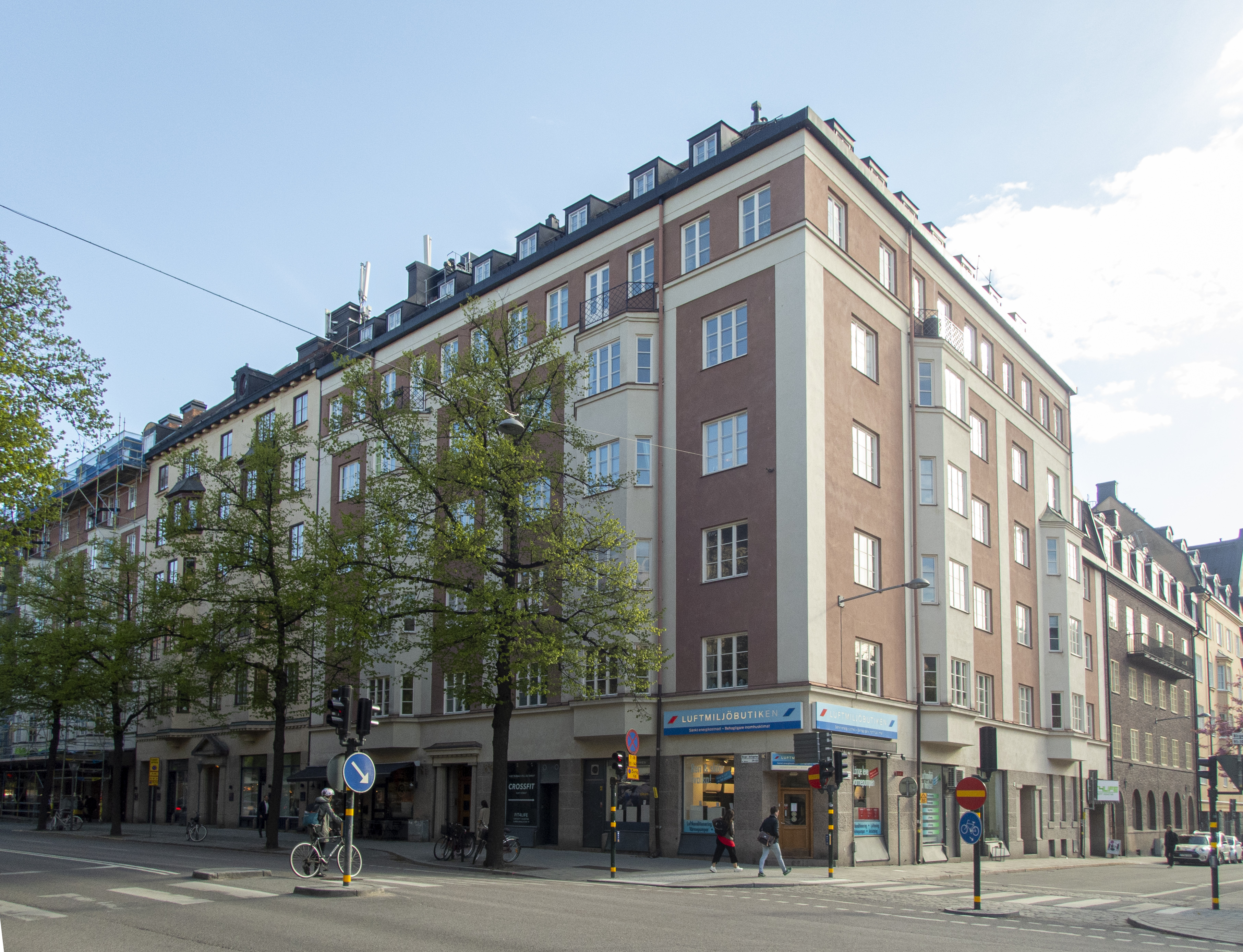
Målaren 3